# Erika Revesz
Erika Revesz es una deportista canadiense que compitió en piragüismo en la modalidad de aguas tranquilas. Ganó dos medallas de plata en los Juegos Panamericanos de 1987.

## Palmarés internacional
| Juegos Panamericanos | Juegos Panamericanos          | Juegos Panamericanos | Juegos Panamericanos |
| Año                  | Lugar                         | Medalla              | Competición          |
| -------------------- | ----------------------------- | -------------------- | -------------------- |
| 1987                 | Indianápolis (Estados Unidos) | Medalla de plata     | K1 500 m             |
| 1987                 | Indianápolis (Estados Unidos) | Medalla de plata     | K4 500 m             |